# Bătălia de la Tighina (1992)
Bătălia de la Tighina a avut loc între 19 iunie și 22 iunie 1992, între forțele combinate ale poliției și unităților noi-formate ale armatei Republicii Moldova pe de-o parte și garda Republicii Moldovenești Nistreene, Armata a 14-a de gardă sovietică/rusă și voluntari ruși (cazaci) și ucraineni pe de altă parte, în timpul războiului din Transnistria.
Bătălia s-a încheiat odată cu intervenția trupelor armate ruse (mult superioare) de partea forțelor separatiste schimbând raportul forțelor de partea ultimei, după ce anterior forțele moldovene ocupaseră orașul parțial până la Nistru.

## Context
În a doua jumătate a anilor 1980, peisajul politic al URSS era în plină schimbare datorită politicii de perestroika întreprinse de Mihail Gorbaciov, care permitea liberalizarea politică la nivel regional. Democratizarea incompletă a permis naționalismului exclusivist să devină cea mai dinamică doctrină politică. Unele minorități naționale s-au opus schimbărilor de clasă politică din Republica Moldova, clasă dominată în perioada sovietică de etnicii ruși. Oficializarea limbii majorității și introducerea obligativității alfabetului latin pentru scrierea acesteia a atras proteste din partea vorbitorilor de alte limbi decât cea română. Problematica limbilor oficiale din Republica Moldova a devenit foarte spinoasă și a fost, probabil, intenționat politizată. Neconcordonața cu noua politică s-a manifestat într-un mod mai vizibil în Transnistria, regiune în care etnicii slavi (ruși sau ucraineni) erau majoritari în zonele urbane. Protestele față de guvernul republican erau mai puternice aici. La recensământul din 1989, în Transnistria locuiau 40,0% moldoveni, 28,3% ucraineni, 25,4% ruși și 1,9% bulgari.

## Desfășurare

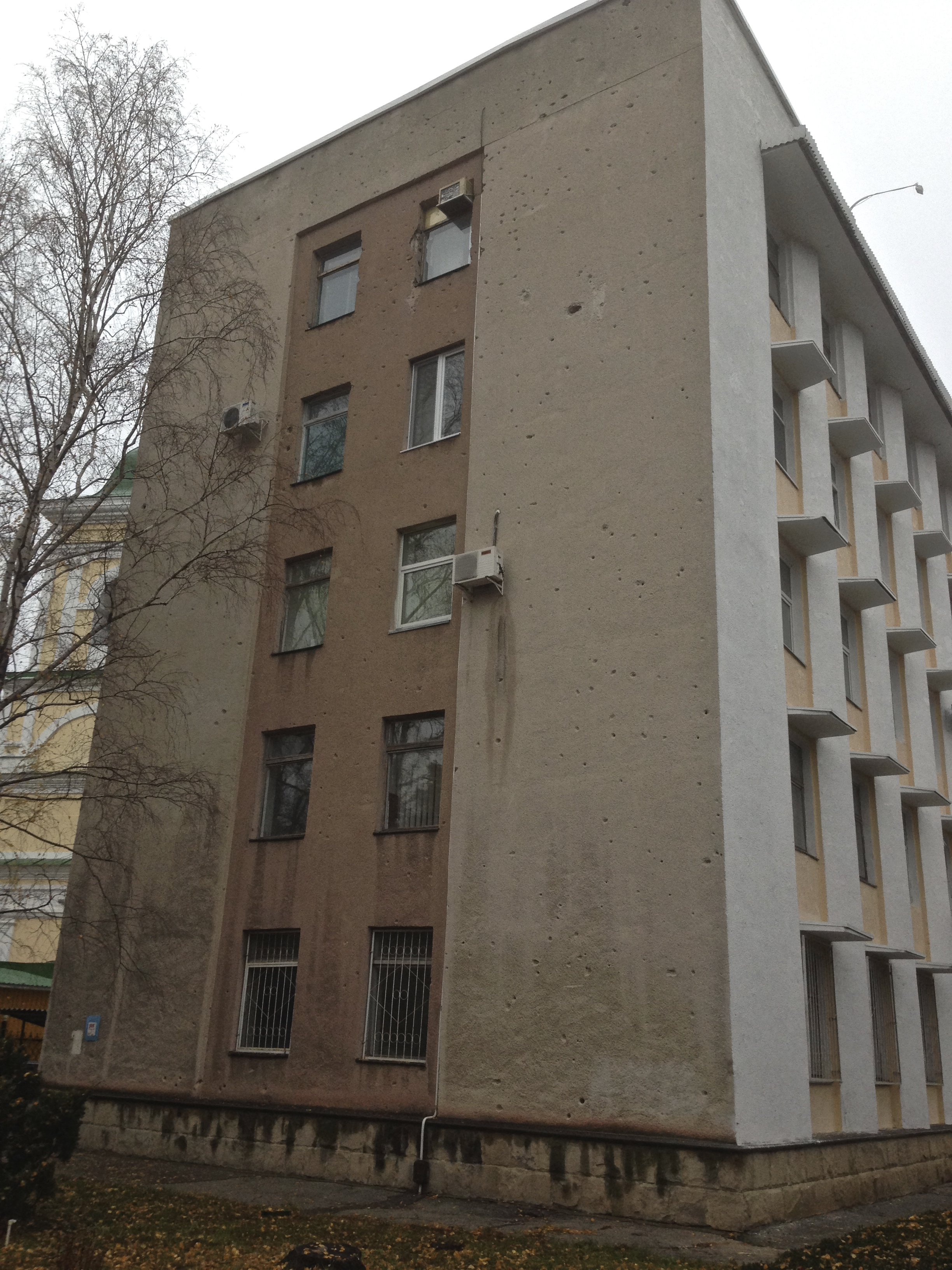
Clădire care păstrează încă urmele luptelor de stradă.

Tighina pe harta Republicii Moldova

Pe 19 iunie 1992 lângă tipografia orășenească, pe str. Pușkin, o patrulă a poliției îl reține pe comandantul grupului de informații speciale al nerecunoscutei RMN, maiorul Igor Ermakov și pe șoferul acestuia. Poliția i-a ordonat lui Ermakov și șoferului să depună armele și să prezinte actele, în acel moment (sau chiar înainte ca Ermakov să fie arestat) asupra mașinii și polițiștilor a fost deschis focul de către persoane necunoscute, poliția la rândul său, a tras înapoi, raportându-se uciși de ambele părți, ulterior sunt puse la cale mai multe inscenări si provocări din partea secesioniștilor, care tensionează situația la maxim.
În urma punerii în aplicare a unui atac coordonat, peste 1.200 de gardiști și cazaci au atacat comisariatul de poliție din oraș. Rachetele Alazan, lansate asupra postului, căzând și asupra gradiniței din apropiere. Noaptea tîrziu, dinspre satul Varnița, sosesc întăriri formate din angajați ai Ministerului de Interne și voluntari, pentru ajutorarea polițistilor asediați.

 
O martoră astfel relata despre primele zile ale luptei: 
„La 19 iunie 1992, în centrul Tighinei au început împușcăturile. A doua zi, asupra orașului au fost lansate rachete. A murit foarte multă lume. Femeile și copii stăteau în subsoluri. Nu aveau nici mâncare, nici apă. Afară nu îndrăzneau să se arate. Când o femeie cu prunc a îndrăznit să iasă, gardiștii au împușcat-o, lăsând doar copilul în viață. Cazacii omorau oameni nevinovați. La 20 iunie, un elicopter a tras o ploaie de gloanțe deasupra satului Varnița”
.
În dimineața de 20 iunie, orașul era în mare parte sub control moldovenesc. Ca rezultat, tancurile grele ale Armatei a 14-a ale Federației Ruse forțează podul peste Nistru dinspre Tiraspol, dar sunt oprite de forțele moldovenești, forțele separatiste continuând tirul asupra orașului.
În același timp, sunt atacate și alte localități: Dubăsari, Cocieri, Doroțcaia, Coșnița. Podul de peste Nistru este ocupat de gardiști, după atacurile cu tancuri grele ale armatei ruse, iar orașul a fost invadat de armată și de forțele separatiste. Consiliul militar al Armatei a 14-a îi adresează președintelui Mircea Snegur un ultimatum, prin care cere ca forțele moldovene sa se retragă, în caz contrar, trupele rusești vor trece la atac.
Pe 21 iunie, orașul este continuu bombardat de către separatiști. În ciuda acestor fapte, Boris Elțin acuză Moldova de agresiune, amenințînd ca armata rusă va fi obligată să riposteze. Trupele moldovenești recuceresc o mare parte din oraș.
Lupte de intensitate mai mică au continuat încă o lună, până la semnarea între Republica Moldova și Rusia a Convenției cu privire la principiile reglementării pașnice a conflictului armat din zona nistreană a Republicii Moldova, de facto această convenție nu a dus la rezolvarea conflictului, ci la sprijinirea și supraviețuirea forțelor secesioniste până la ora actuală.

## Pagube
Bombardamentele au distrus fabrici, rețele de comunicații, locuințe (avariate 1.300, din care peste 60 distruse în totalitate). Atacurile și invaziile secesioniste au determinat un exod în masă al populatiei civile din zona de conflict, potrivit unor estimări circa 100.000 de persoane.